# Rhinodoras armbrusteri
Rhinodoras armbrusteri är en fiskart som beskrevs av Sabaj Pérez 2008. Rhinodoras armbrusteri ingår i släktet Rhinodoras och familjen Doradidae. Inga underarter finns listade i Catalogue of Life.